# Vårdföretagarna
Vårdföretagarna är en svensk arbetsgivar- och branschorganisation för vårdgivare som bedriver vård och omsorg i privat regi oavsett driftform. Vårdföretagarna arbetar för ökad valfrihet och mångfald inom vård och omsorg och tydliggör den privatdrivna vårdens betydelse för samhället. Föreningen har drygt 2 000 medlemsföretag med fler än 100 000 årsanställda.
Ordförande är (2023) Peter Seger. Förbundsdirektör är Antje Dedering. Vårdföretagarna ingår i Almega och är medlem i Svenskt Näringsliv.